# Джерело № 2 (Негрово)
Джерело № 2 — гідрологічна пам'ятка природи місцевого значення. Об'єкт розташований на території Іршавського району Закарпатської області, с. Негрово.
Площа — 0,5 га, статус отриманий у 1984 році.